# Gábor Koltay
Gábor Koltay (9 febbraio 1950) è un regista ungherese.
Attivo anche nel mondo del teatro, ha vinto il premio Béla Balázs nel 1985, mentre suo fratello Gergely, un famoso musicista, il premio Kossuth.

## Biografia
Nato nel 1950, ha studiato presso la Facoltà di Ingegneria Civile dell'Università di Tecnologia e di Economia di Budapest dal 1969 al 1974. Nel 1974 ha lavorato per conto del quotidiano Népszava , mentre 1975 al 1979 è stato studente dell'Accademia delle Arti Teatrali e Cinematografiche. Dal 1979 al 1981 è stato regista per la televisione ungherese e dal 1981 al 1986 per la Mafilm. Dal 1986 al 2003 è stato direttore delle Settimane delle Arti e dei Teatri all'aperto di Budapest. Nel 1987 Koltay ha fondato la casa editrice Szabad Tér, di cui è direttore. Dal 1º aprile 2011 al 31 luglio 2011 è stato direttore generale ad interim del teatro Attila József.

## Vita privata
Sposatosi con Zsuzsanna Somlai dal 1977 al 2009, ha avuto due figli, András (1978) e Anna (1989).

## Filmografia
- Stelle di Eger (1968)
- Petöfi '73 (1973)
- La Conquista (1996)
- Sacra Corona (2001)